# 西島建男
西島 建男（にしじま たけお、1937年11月20日 - 2016年7月24日 ）は、日本のジャーナリスト、文筆家。元朝日新聞記者。

## 来歴
東京生まれ。成蹊大学政治経済学部卒業。朝日新聞社に入社、学芸部次長、同部編集委員を務めた後退社。

## 著書
- 学校再考 新泉社 1976
- 大学再考 新泉社 1978.4
- 教師再考 新泉社 1979.3
- 教育の再発見 第三文明社 1981.3
- 戦後の象徴 平和・民主主義・天皇制 新泉社 1981.3
- ソフト・スクールのすすめ 新しい学校像を求めて マルジュ社 1983.5
- 教育記事の新しい読み方  ぎょうせい 1987.4
- カオスの読みかた “無秩序"と“秩序" 筑摩書房 1987.12
- 新宗教の神々 小さな王国の現在 1988.6 (講談社現代新書)
- カラ元気の時代 八〇年代文化論 朝日新聞社 1991.2
- 民族問題とは何か  1992.8 (朝日選書)
- 戦後思想の運命  窓社 1998.6
- この百年の課題（編）2001.3 (朝日選書)